# Lombalgia
Lombalgia ou dor na região lombar é um sintoma comum que pode resultar de várias causas distintas, pondendo ser conhecidas ou desconhecidas. A dor lombar é definida como dor ou desconforto localizado na região posterior do tronco (as costas) entre a margem inferior da última costela e a dobra inferior dos glúteos, podendo ter presença ou não de dor nos membros inferiores.  A dor é de intensidade variável, desde um desconforto constante até dor súbita e intensa.
Na maioria das pessoas com dor lombar (cerca de 90%) não é possível identificar a origem específica da dor, isto é a sua causa pato-anatómica é desconhecida, sendo esta denominada de dor lombar inespecífica. A lombalgia pode ser classificada de acordo com a duração em aguda (dor com duração inferior a seis semanas), sub-crónica (6 a 12 semanas) ou crónica (mais de 12 semanas). Pode também ser classificada de acordo com a causa subjacente em mecânica, não-mecânica ou por dor referida.
As pessoas com dor lombar aguda inespecífica apresentam geralmente uma melhoria dos seus sintomas algumas semanas após o seu aparecimento. Entre 40 a 90% das pessoas recuperam por completo no prazo de seis semanas.
Uma pequena percentagem de pessoas (cerca de 1 a 5%) apresenta dor lombar como consequência de patologias específicas graves (tais como fratura vertebral, infeções, neoplasias malignas, condições inflamatórias ou síndrome da cauda equina) que requer um tratamento específico e por vezes imediato.

## Epidemiologia
A lombalgia é extremamente comum. Em qualquer momento no tempo, a condição afeta cerca de 9 a 12% de todas as pessoas no mundo (632 milhões). Cerca de 25% das pessoas afirma ter tido pelo menos um episódio no mês anterior ao questionário. Estima-se que cerca de 40% de todas as pessoas no mundo tenham tido ou venham a ter pelo menos um episódio de dorsalgia em algum momento da vida. Nos países desenvolvidos, a estimativa é de 80% das pessoas.  A condição afeta de igual forma homens e mulheres. Os primeiros episódios manifestam-se geralmente entre os 20 e 40 anos de idade. A condição é mais comum nas pessoas entre os 40 e 80 anos de idade, sendo expectável que a incidência aumente à medida que a população vai envelhecendo.

## Diagnóstico
Na maior parte dos episódios de lombalgia não é possível identificar uma causa específica, sendo que a dor apresenta geralmente um comportamento mecânico sendo esta assim associada a uma condição músculo-esquelética. 
Quando a dor não desaparece com tratamento conservador ou é acompanhada de outros sintomas e sinais de alerta como perda de peso, febre ou problemas significativos de sensibilidade ou movimento, podem ser necessários exames complementares para diagnosticar uma causa subjacente mais grave. Algumas dorsalgias são causadas por lesões nos discos intervertebrais, podendo ser identificadas pelo sinal de Lasègue. Em pessoas com dor crónica, podem ocorrer distúrbios no sistema que processa a dor, causando grande quantidade de dor em resposta a situações sem gravidade. Na maior parte dos casos, exames imagiológicos como a tomografia computorizada não têm utilidade e apresentam alguns riscos. No entanto, o recurso a imagiologia tem vindo a aumentar.

### Red Flags
As "red flags" definem-se como um conjunto de sinais/sintomas recolhidos durante a avaliação da pessoa com dor lombar (através da história clínica ou da avaliação física) associadas a um aumento de risco de presença de dor lombar associada a patologias sérias.   
A avaliação da presença de red flags tem sido um método utilizado para apoiar a decisão dos casos em que é necessária uma avaliação mais aprofundada a fim de despistar a presença de patologia grave. No entanto, estima-se que cerca de 80% das pessoas com dor lombar aguda apresentam pelo menos uma red flag , apesar de apenas cerca de 1-5% têm uma patologia médica grave associada, o que pode resultar em procedimentos desnecessários ou falsos positivos.
Com base na evidência atual disponível, a combinação de um conjunto de red flags parece ser mais útil do que a presença isolada de uma red flag para guiar a decisão clínica da necessidade de uma avaliação mais aprofundada a fim de despistar a presença de fratura vertebral  e também para neoplasias malignas. No entanto, são necessários mais estudos para determinar as diferentes combinações de red flags a serem consideradas e para avaliar o seu desempenho.

## Prognóstico
As maioria das pessoas que experienciam um novo episódio de dor lombar inespecífica recuperam após algumas semanas. Entre 40 a 90% das pessoas recuperam completamente após seis semanas, sendo que as pessoas com dor lombar aguda (com duração inferior a 6 semanas) apresentam uma evolução mais favorável do que aqueles com dor persistente (dor lombar subaguda ou crónica, ou seja com duração superior a 6 semanas). 
No entanto, existem vários fatores (modificáveis ou não modificáveis) que podem influenciar a evolução e os resultados da dor lombar.
Uma revisão sistemática reuniu evidência proveniente de 60 estudos com o objetivo de investigar o impacto das expectativas de recuperação por parte da pessoa com dor lombar inespecífica na sua recuperação e na participação/retorno ao trabalho. Verificou-se que expectativas positivas estão fortemente associadas a melhores resultados a nível de retorno ao trabalho. No que diz respeito a estarem associadas a uma melhor recuperação da dor lombar, à melhoria da sua funcionalidade (isto é, a capacidade de realizar as atividades da vida diária) e da intensidade da dor, a evidência ainda é controversa, sendo a mesma de baixa qualidade.

## Tratamento
É recomendado que o tratamento inicial tenha por base a atividade física e não seja baseado em fármacos. A pessoa é aconselhada a manter as atividades do dia-a-dia tanto quanto a dor permita. Quando o tratamento inicial não é eficaz, é recomendada a administração de anti-inflamatórios não esteroides. Estão também disponíveis outras opções para pessoas que não melhoram com os tratamentos mais comuns. Os opióides podem ser eficazes quando a medicação mais simples não é suficiente, embora não sejam geralmente recomendados devido aos seus efeitos secundários. A cirurgia pode ser benéfica em pessoas cuja dor tenha origem nos discos intervertebrais ou em estenose espinhal. No entanto, não existem benefícios claros para outros casos de lombalgia não específica. A dorsalgia causa frequentemente problemas emocionais, o que pode ser gerido com recurso a aconselhamento psociológico ou antidepressivos. Existem ainda várias terapias de medicina alternativa, incluindo a Técnica de Alexander e plantas medicinais, embora não existam evidências suficientes para que possam ser recomendadas com segurança. As evidências da eficácia da quiropraxia e da manipulação vertebral são contraditórias.